# NOLA Motorsports Park
Le NOLA Motorsports Park est un circuit automobile situé aux États-Unis près de la ville de La Nouvelle-Orléans, en Louisiane.
En 2015, le circuit accueille les courses d'IndyCar Series. Le circuit ne figure pas au calendrier de la saison 2016.

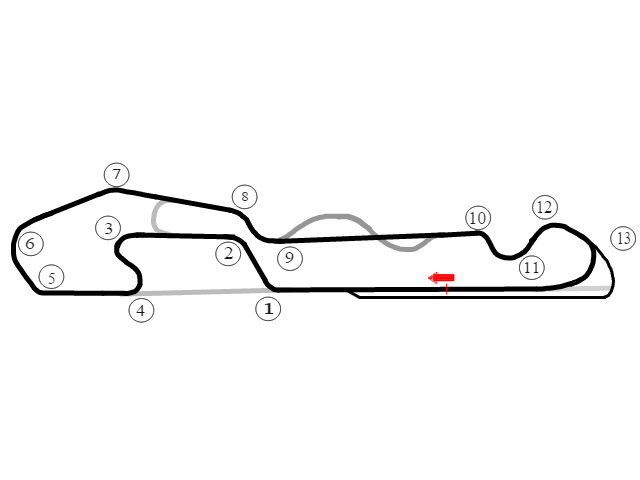
NOLA Motorsports Park.

Le circuit a ouvert ses portes en 2011 mais a dû subir quelques modifications pour y accueillir les monoplaces d'IndyCar. La pitlane a été élargie, puis allongée et des grillages ont été ajoutés sur certaines portions du circuit.